# Kometal Skopje
Kometal Skopje (pełna nazwa: Kometal Gjorče Petrov Skopje); (mac. Ракометен Клуб Кометал Ѓорче Петров), macedoński klub piłki ręcznej kobiet, powstały w 1979 r. z bazą w Skopju. Klub zwyciężył w 2002 w Lidze Mistrzyń. Dwukrotnie był w wielkim finale Ligi Mistrzyń w 2000 i 2005 r. 16 września 2011 r. klub został rozwiązany.

## Sukcesy
- Mistrzostwo Macedonii: 1993, 1994, 1995, 1996, 1997, 1998, 1999, 2000, 2001, 2002, 2003, 2004, 2005, 2006, 2007, 2008, 2009
- Puchar Macedonii: 1993, 1995, 1996, 1997, 1998, 1999, 2000, 2001, 2002, 2003, 2004, 2005, 2006, 2007, 2008, 2009
- Zwycięstwo w Lidze Mistrzyń: 2002
- Finalista Ligi Mistrzyń: 2000, 2005